# Кацвінкель
Кацвінкель (нім. Katzwinkel) — громада в Німеччині, розташована в землі Рейнланд-Пфальц. Входить до складу району Альтенкірхен. Складова частина об'єднання громад Віссен.
Площа — 15,80 км2. Населення становить 1761 ос. (станом на 31 грудня 2020).